# There Goes Rhymin’ Simon
There Goes Rhymin’ Simon («Там идет рифмующий Симон» (англ.) — третий студийный альбом американского фолк-певца и музыканта Пола Саймона, изданный 5 мая 1973 года на лейбле Columbia Records. Две номинации на премию «Грэмми», включая лучший альбом года.

## История
Диск достиг позиции № 2 в американском хит-параде Billboard Top LPs & Tape, получил положительные отзывы музыкальной критики и интернет-изданий, например, AllMusic, Роберт Кристгау, Rolling Stone.

### Grammy Awards
| Год  | Номинируемая работа      | Категория                               | Результат |
| ---- | ------------------------ | --------------------------------------- | --------- |
| 1973 | There Goes Rhymin’ Simon | Лучший альбом года                      | Номинация |
| 1973 | There Goes Rhymin’ Simon | Лучшее мужское вокальное поп-исполнение | Номинация |

## Список композиций
Автор всех песен сам Пол Саймон.
Первая сторона
1. «Kodachrome[англ.]» — 3:32
2. «Tenderness» — 2:53
3. «Take Me to the Mardi Gras» — 3:27
4. «Something So Right[англ.]» — 4:33
5. «One Man’s Ceiling Is Another Man’s Floor» — 3:44

Вторая сторона
1. «American Tune» — 3:43
2. «Was a Sunny Day» — 3:41
3. «Learn How to Fall» — 2:44
4. «St. Judy’s Comet» — 3:19
5. «Loves Me Like a Rock» — 3:31

Бонусные треки № 11-14 вышли на ремастинговом переиздании в 2004 году
1. «Let Me Live in Your City» (work-in-progress) — 4:21
2. «Take Me to the Mardi Gras» (acoustic demo) — 2:31
3. «American Tune» (unfinished demo) — 4:03
4. «Loves Me Like a Rock» (acoustic demo) — 3:24

## Позиции в хит-парадах
| Хит-парад (1973)                          | Высшая позиция |
| ----------------------------------------- | -------------- |
| Australian Kent Music Report Albums Chart | 7              |
| Canadian Albums Chart                     | 3              |
| Finnish Albums Chart                      | 17             |
| French SNEP Albums Chart                  | 5              |
| Japanese Oricon Albums Chart              | 10             |
| Norwegian VG-lista Albums Chart           | 6              |
| Spanish Albums Chart                      | 1              |
| Swedish Albums Chart                      | 1              |
| UK Albums Chart                           | 4              |
| United States Billboard Pop Albums        | 2              |

## Сертификации
| Регион               | Сертификаты |          |
| -------------------- | ----------- | -------- |
| США (RIAA)           | Платиновый  |          |
| Великобритания (BPI) | Золотой     | 100 000^ |